# Post-Hardcore
Post-Hardcore oder Postcore bezeichnet eine Entwicklung aus der amerikanischen Hardcore-Punk-Szene, die die Werte des Hardcores zwar weiter vertritt, sich musikalisch jedoch in andere Richtungen entwickelt hat. Der Begriff ist mit dem des Post-Punk verwandt, mit dem sogenannten Post-Rock und dem Metalcore bestehen teilweise Überschneidungen.

## Geschichte
Ab Mitte der 1980er Jahre befand sich die „klassische“ Hardcore-Szene im Niedergang. Während sich viele der Begründer des US-Hardcore auflösten und sich viele neuere Bands Einflüssen aus dem Metal-Bereich öffneten, verlagerten andere Protagonisten der ursprünglichen Hardcoreszene ihr Interesse auf das Feld der experimentellen Musik. Aufbauend auf simplen Hardcore-Punk-Strukturen und dem DIY-Ethos der Bewegung ließen einige Bands Elemente aus dem Art Rock, Psychedelic Rock, Funk oder Jazz sowie später auch des Noise-Rock in ihre Musik einfließen. Hierdurch entstand ein neuer, „verkopfter“ Musikstil, der die Härte des Hardcores mit ungewöhnlichen Songstrukturen verband.
Als Vorläufer können Gruppen wie No Means No oder Bands wie Hüsker Dü, Butthole Surfers; Naked Raygun oder Wipers genannt werden, die in ihrer Musik Hardcore, Post-Punk und Psychedelic verbanden. Als eigentliche Begründer gelten allerdings Bands aus Washington DC wie Embrace, Rites of Spring oder später Fugazi sowie das Label Dischord Records. Auch die Rollins Band, als Projekt des Black-Flag-Sängers Henry Rollins, setzte sich ab Mitte der 1980er Jahre mit der Vermischung von Hardcore mit Jazz und Funk-Einflüssen auseinander; so wie auch das ehemalige Black-Flag-Label SST Records frühe Postcore-Projekte unterstützte.
Bedeutende Postcore-Vertreter der frühen 1990er waren Gruppen wie Lungfish, Rapeman, Shellac und Quicksand, denen Bands wie At the Drive-In, boysetsfire oder Glassjaw nachfolgten.
Moderne Postcore-Gruppen wie etwa Sparta arbeiten verstärkt mit Elementen des Progressive Rock.
Ab dem Jahrtausendwechsel fand eine Erweiterung des Begriffs statt, die teilweise als Umwidmung verstanden werden kann. Die Musikpresse und teils die Musiker selbst begannen damit, Bands, die eher am Metal orientiert sind, mit dem Begriff Postcore zu beschreiben. Diese neueren Bands hatten mit dem Ursprung des Genres und seinen musikalischen Einflüssen jedoch kaum noch etwas zu tun. 

## Musik
Bezeichnend für viele Postcore-Gruppen sind improvisatorische Komponenten und dem Noise entlehnte dynamische Kontraste (etwa durch den Wechsel von melodischen und geschrienen Vocals oder von sanften, Bridge-artigen Passagen und explosiven, verwunderlichen, chaotischen Klanggebilden).
Die eher am Metal orientierten Post-Hardcore-Bands verwenden häufig gutturalen Gesang meist in Form von Screamings und Shoutings, der sich mit normalem Gesang abwechselt. Meistens findet der Wechsel zwischen den beiden Gesangstypen zwischen den einzelnen Strophen und den Refrains bzw. der Bridges statt. Allerdings existieren auch wenige Gruppen, die teilweise ganz auf gutturalen Gesang verzichten, wie etwa Emarosa, Hands Like Houses oder auch Slaves.
Eine musikalisch genaue Einordnung vieler Bands, die man aufgrund der Liedstrukturen dem Musikstil zuordnen könnte, ist schwierig, da man viele Gruppen auch als Metalcore-Band beschreiben kann. Als Beispiele können Bands wie Memphis May Fire, Blessthefall und Of Mice & Men genannt werden, die inzwischen auf internationaler Ebene größere kommerzielle Erfolge verzeichnen können. Aber auch Gruppen wie The Amity Affliction oder Being as an Ocean, die ihren Sound sehr melodisch gestalten und deshalb auch als Melodic-Hardcore-Bands bezeichnet werden können, erfuhren in den letzten Jahren große Aufmerksamkeit. So erreichten die letzten beiden Alben von The Amity Affliction in den australischen Musikcharts jeweils Platz 1 und wurden jeweils mit der Goldenen Schallplatte ausgezeichnet.
Direkte Entwicklungen aus dem Postcore-Umfeld stellen der Emocore, Screamo, Post-Metal, Sludge, Jazzcore sowie der Mathcore und Math-Rock dar. Die neueste Entwicklung fand in den 2000er-Jahren statt. Viele Bands vermischen den heute typischen Post-Hardcore-Sound mit Einflüssen aus der elektronischen Musik, wie etwa dem Trance, Euro-Dance oder auch Dubstep, wodurch der sogenannte Trancecore entstand. Als Pionier-Band ist die britische Gruppe Enter Shikari zu bezeichnen, obwohl viele Medien die US-amerikanische Band I See Stars als Wegbereiter des Genres betrachten. Viele heute bekannte Bands wie Asking Alexandria, We Came as Romans, Annisokay oder auch Capture the Crown vermischen oder vermischten diese beiden Musikstile miteinander.